# Класифікація твердих горючих копалин
Класифікація твердих горючих копалин (ТГК), як систематика всіх їх видів, що зустрічаються, по найважливіших характерних ознаках і властивостях, є однією з найскладніших проблем науки про ТГК. Над рішенням цієї проблеми багато років працювали дослідники в різних країнах світу, у тому числі і в нашій країні, оскільки побудова науково обґрунтованої класифікації ТГК мислима лише як результат узагальнення всіх досягнутих знань про їх природу і склад, а також про структуру і властивості речовин, які є складовими ТГК.
Існуючі класифікації ТГК можна підрозділити на три основні типи:
- 1) загальні класифікації включають основні параметри (істотні властивості), що відображають внутрішню спільність кожного класу і класів серед всіх ТГК, охоплюваних даною класифікацією. Такі класифікації мають головним чином пізнавальне теоретичне значення;
- 2) технологічні (промислові) класифікації розподіляють ТГК за показниками властивостей. Технологічні класифікації виражають головним чином такі співвідношення властивостей ТГК, знання яких необхідне для використовування їх в тій або іншій конкретній галузі промисловості, і тому вони називаються також приватними;
- 3) комбіновані класифікації (наприклад промислово-генетична) ґрунтуються на показниках, що використовуються і в загальних, і в технологічних класифікаціях. Ці класифікації (їх більшість) мають як теоретичне, так і практичне значення. Вони дозволяють розширити число ТГК, включених у класифікацію, а також сприяють розкриттю взаємозв'язку складу, будови і практично важливих властивостей ТГК.

Різноманіття в природі різних видів ТГК, що зустрічаються, зумовило необхідність систематизації їх з найбільш загальними, характерними ознаками. У зв'язку з цим велику увагу надавалося розробці так званих загальних наукових класифікацій ТГК.